# Violino della Shoah
Il cosiddetto violino della Shoah o di Auschwitz è uno strumento musicale fabbricato dal liutaio Collin Mezin e venduto a Torino a Edgardo Levy, che lo acquistò per donarlo alla figlia Eva Maria poco prima del 1938. Il violino è conosciuto per essere uno strumento della Shoah, in quanto è stato portato ad Auschwitz e qui fu tra quelli utilizzati nell'orchestra del campo.

## Il contesto storico
La famiglia di Edgardo Levy, residente a Verona prima di trasferirsi a Torino, dopo l'emanazione delle leggi razziali decide di fuggire in Svizzera. La fuga verso la Svizzera comporta un periodo di sosta a Tradate, luogo di passaggio verso lo stato elvetico. La sosta è necessaria per trovare persone che aiutino a passare di nascosto il confine (i cosiddetti spalloni o passatori) e viene ospitata dalla famiglia Sternfeld nella Villa Truffini. Qui, i componenti della famiglia Levy saranno arrestati il 12 novembre 1943. Al momento dell'arrivo della Gestapo in casa ci sono la signora Egle Segrè in Levy, e i figli Eva Maria ed Enzo. Il 6 dicembre del 1943 dal Binario 21 della Stazione Centrale di Milano parte il primo convoglio carico di Ebrei destinato al campo di Birkenau sul quale sono anche i tre membri della famiglia Levy. Una volta giunti in Polonia, i tre componenti della famiglia affrontano destini diversi: Enzo viene trasferito a Campo di lavoro di Monowitz, sottocampo di Auschwitz dove c'è una fabbrica di gomma gestita dai nazisti e in cui lavorano gli ebrei prigionieri del campo. La madre viene gassata all'arrivo. Eva Maria, che ha portato con sé il suo violino, viene messa a suonare con altri detenuti nell'orchestra del campo di Auschwitz-Birkenau per il diletto dei guardiani.

## Famiglia Levy

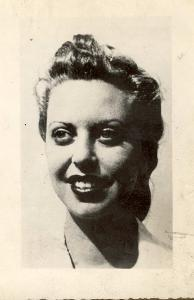
Eva Maria Levy Segre prima della deportazione

La famiglia Levy è composta da Edgardo Levy, il padre, Egle Segré, la madre, e i loro due figli, Eva Maria ed Enzo. Egle Segré nasce a Messina il 10 gennaio 1899. Eva Maria, soprannominata Cicci, nasce il 13 settembre 1921 a Verona. Enzo Levy nasce a Verona il 28 settembre 1922. Nel 1943 la famiglia Levy si sposta da Torino a Tradate per essere temporaneamente ospitata a Villa Truffini dalla famiglia Sternfeld (italianizzato in Campostella), in attesa del momento giusto per fuggire in Svizzera. Qui la loro presenza viene denunciata. Il 12 novembre 1943, la madre e i due figli vengono arrestati a Villa Truffini e portati nel carcere di San Vittore a Milano, mentre il padre Edgardo sfugge alla cattura perché avvertito in tempo dalla propria segretaria. Eva Maria porta con sé il violino. Sul treno Eva Maria incontra un ragazzo di nome Andrè. Arrivata ad Auschwitz-Birkenau, durante l'operazione di smistamento Eva Maria è avviata a far parte dell’orchestra del campo evitando così la gassazione che è invece il destino che accoglie subito sua madre. Eva Maria viene a sapere che Enzo è stato portato a Monowitz. Mentre è al campo, Eva riceve dal fratello un biglietto in cui aveva disegnato a mano libera un rigo musicale e sopra aveva scritto in tedesco Der Musik macht frei, "la musica rende liberi". Eva decide di nascondere il biglietto all'interno della cassa del violino. Anche in seguito a un incidente che rende il violino inutilizzabile, con conseguente cacciata dall'orchestra, Eva non riuscirà a sopravvivere alle dure condizioni di vita imposte dal lager e morirà il 6 giugno del 1944. Alla liberazione del campo Enzo, che nelle fonti del CDEC risulta essere liberato da Monowitz nel 1944, recupera il violino, miracolosamente ancora conservato in un magazzino sebbene inutilizzabile e lo porta con sé a Torino dove lo consegna a un restauratore. Senza però mai tornare a riprenderlo: Enzo morirà suicida nel Natale del 1958.

## Villa Truffini

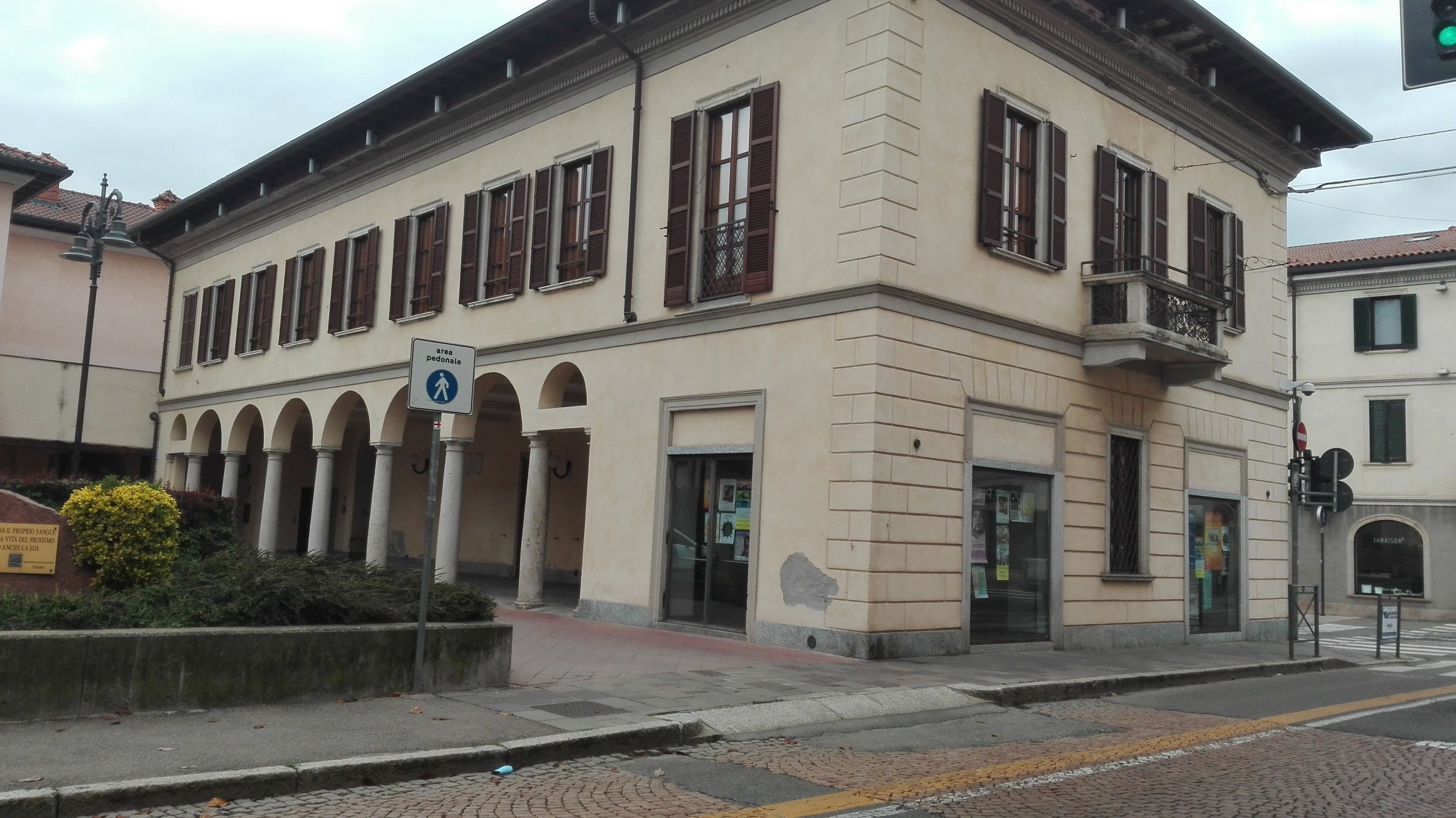
Villa Truffini. Tradate

La Villa è oggi sede del Comune di Tradate. È stata costruita alla fine del XVIII secolo. È possibile ancora oggi notare lo stile neoclassico che si è conservato nel portico. Per essere stata l'ultimo domicilio liberamente scelto dalla famiglia Levy davanti alla villa nel 2016 sono state posate le pietre di inciampo dedicate ai tre membri della famiglia deportati ad Auschwitz-Birkenau. Le pietre sono state posate da Gunter Demnig durante una commemorazione che ha visto la partecipazione di molti cittadini di Tradate.

## Storia del violino
A causa dei diversi spostamenti della famiglia Levy, il violino, acquistato a Torino, giungerà nel campo di Auschwitz-Birkenau nel dicembre del '43.

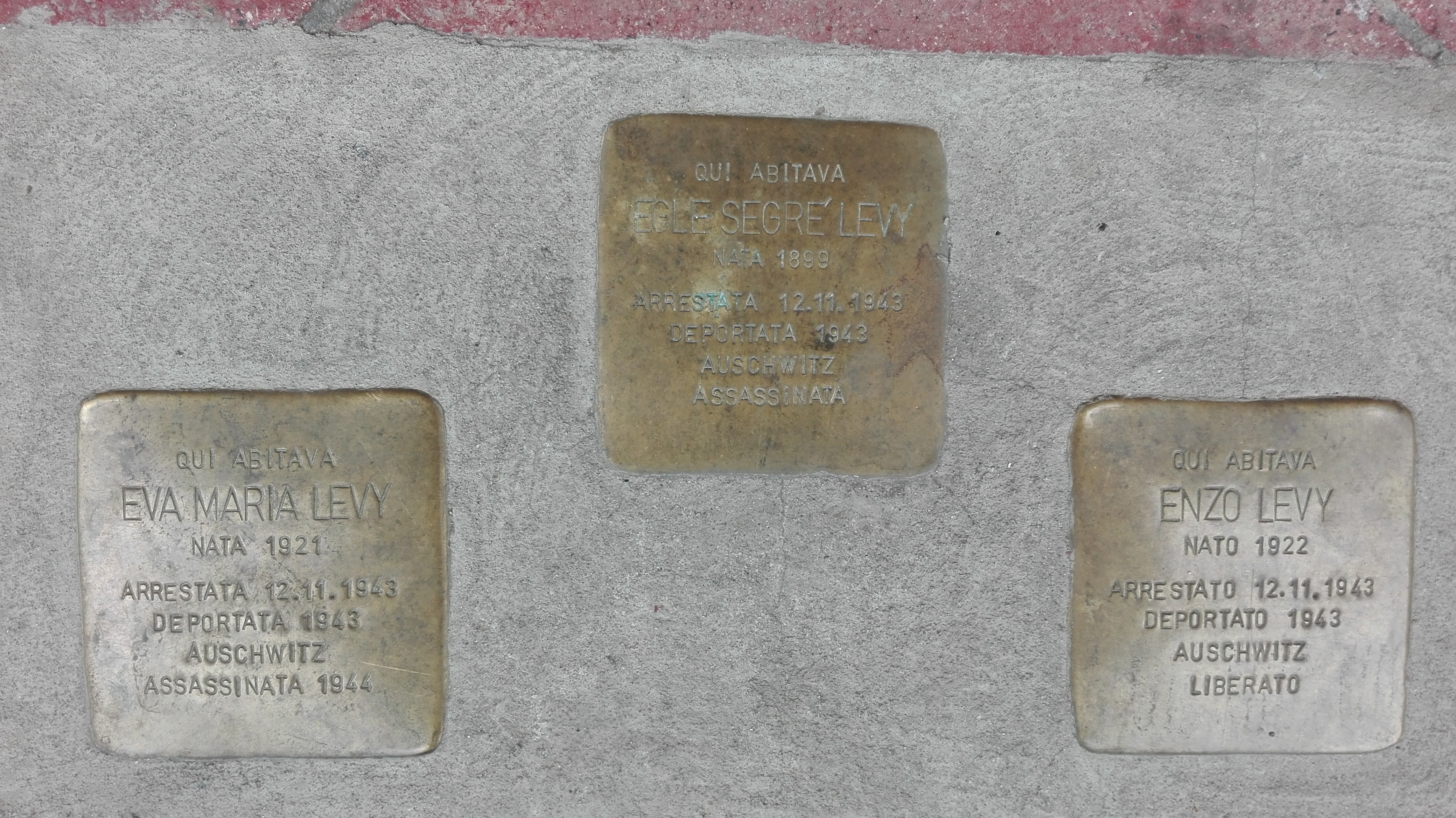
Pietre d'inciampo della famiglia Levy

Un giorno, per cause non note, il violino si rompe e rimane fino al 27 gennaio 1945 nella baracca dove sono conservati gli oggetti appartenuti ai deportati. Sopravvissuto al campo e tornato a Torino, Enzo, che ha recuperato lo strumento musicale, porterà il violino da un liutaio per farlo sistemare, ma non tornerà più a riprenderlo. Carlo Alberto Carutti, collezionista di strumenti musicali d'epoca, lo trova presso un antiquario di Torino nel 2014. Carutti comprende che si tratta di un Collin-Mezin e decide di acquistarlo, scoprendo solo in seguito tutta la storia dello strumento e rinvenendo al suo interno il cartiglio che Enzo aveva mandato alla sorella. Oggi il violino è conservato nelle "Stanze per la Musica" del Museo civico Ala Ponzone di Cremona, dal quale viene fatto periodicamente uscire per concerti autorizzati dalla proprietà.